# Beatritz de Dia

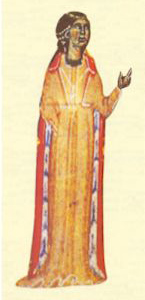
Gravin van Dia

Beatritz (Béatrice), comtesse de Die (Drôme), gravin van Dia, (ca. 1140 - na 1175) was een trobairitz. Waarschijnlijk was zij de echtgenote van Willem van Poitiers.
De gravin van Dia was vermoedelijk de dochter van graaf Isoard II van Diá (een dorp in het noordoosten van Montelimar in Zuid-Frankrijk). Volgens haar Vida (levensbeschrijving van een troubadour of trobairitz) was zij getrouwd met Willem van Poitiers, maar verliefd op Raimbaut van Oranje (1146-1173).

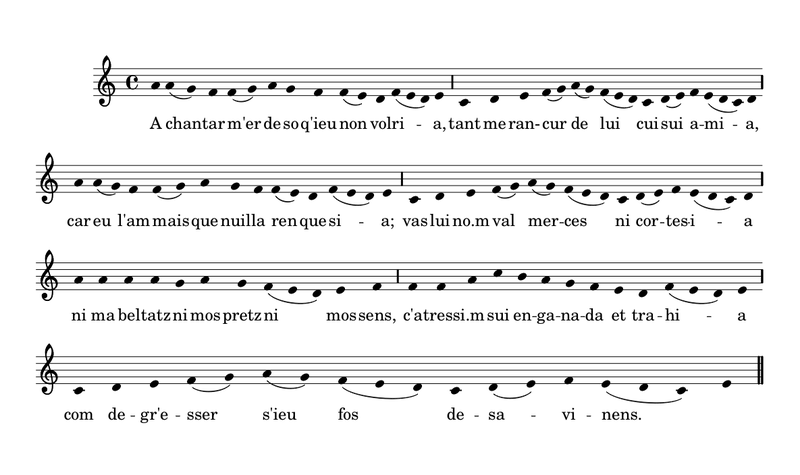
A chantar m'er in hedendaagse muzieknotatie, eerste vers.

## Oeuvre
Er zijn vijf gedichten van haar overgeleverd, waaronder vier cansos en een tenson. Deze werden vaak uitgevoerd in combinatie met de fluit.
Haar overgeleverde gedichten zijn:
- Ab joi et ab joven m'apais
- A chantar m'er de so qu'ieu non volria
- Estât ai en greu cossirier
- Fin ioi me don'alegranssa

In Estât ai en greu cossirier beschrijft de 'ik' haar liefde voor een ridder waarbij zij haar gevoelens vergelijkt met die van het liefdespaar Floris en Blanchefleur uit Tristan en Isolde.
Het lied A chantar m'er de so qu'eu no volria, welke in het Occitaans geschreven is, is het enige canso geschreven door een trobairitz waarvan de muziek vandaag overgeleverd is. De muziek van A chantar kennen we dankzij Le manuscript di roi, een liederenverzameling uit circa 1270 die uitgebracht werd voor Karel I van Napels, de broer van Lodewijk IX van Frankrijk.
- Bibsys: 6004968
- Bibliothèque nationale de France: cb13892674h (data)
- Gemeinsame Normdatei: 134832809
- International Standard Name Identifier: 0000 0000 7283 3037
- Library of Congress Control Number: nr90021277
- MusicBrainz: f5c90002-4996-4142-b483-9dcd32b7fdab
- Nationale Bibliotheek van Israël: 987007421341405171
- Nationale Bibliotheek van Polen: a0000003539546
- Nederlandse Thesaurus van Auteursnamen: 073254479
- Istituto Centrale per il Catalogo Unico: DDSV193477
- Système universitaire de documentation: 156274124
- Virtual International Authority File: 68779775